# Państwowy fundusz majątkowy
Państwowy fundusz majątkowy (PFM) (ang. sovereign wealth fund) – państwowy fundusz inwestycyjny, inwestujący środki państwowe (uzyskane najczęściej z eksportu surowców, takich jak ropa naftowa czy gaz ziemny) w aktywa zagraniczne (akcje, obligacje, nieruchomości) na rzecz państwa, w określonych celach, takich jak oszczędzanie środków potrzebnych na wypłaty przyszłych emerytur, zabezpieczania kraju przed tak zwaną chorobą holenderską, czy inwestowaniu nagromadzonych przez bank centralny rezerw walutowych.
Pierwszym PFM był utworzony w 1953 roku Kuwait Investment Authority.
Na świecie działa około 60 państwowych funduszy majątkowych. Większość z nich należy do krajów arabskich (jak na przykład Abu Dhabi Investment Authority) lub wschodnioazjatyckich (jak na przykład China Investment Corporation lub Temasek Holdings).
Z funduszami tymi związane są obawy o to, czy ich inwestycje nie mają celów bardziej strategicznych, niż ekonomicznych. Jest to spowodowane tym, że ujawniają one zazwyczaj niewiele informacji na temat działalności i strategii inwestycyjnej.

## Państwowy fundusz majątkowy w Polsce
Od czasu do czasu pojawiają się informacje na temat możliwości utworzenia państwowego funduszu majątkowego również w Polsce: w czerwcu 2010 roku na konferencji prasowej na temat istniejących na terenie Polski zasobów gazu łupkowego minister gospodarki Waldemar Pawlak, odnosząc się do przypadku Norwegii, gdzie inwestowanie części dochodów ze sprzedaży gazu i ropy powierza się funduszowi Government Pension Fund – Global, powiedział, że „Polska również będzie w przyszłości potrzebowała takiego rozwiązania”.